# 亚瑟·莫勒·范·登·布鲁克
亚瑟·莫勒·范·登·布鲁克（德語：Arthur Wilhelm Ernst Victor Moeller van den Bruck，1876年4月23日—1925年5月30日）是一位德国文化历史学家、哲学家和作家，最著名的作品是他在1923年出版的备受争议的著作《第三帝国》，该书提倡德国民族主义并强烈支持。尽管他公开反对并多次批评阿道夫·希特勒，但他还是影响了保守革命运动和纳粹党的意識形態。 
从1906年到1922年，他还出版了伊丽莎白·凯瑞克（Elisabeth Kaerrick）陀思妥耶夫斯基书面作品的第一个完整德文译本。